# 程言
程言（？—?），字颺伯，號笋雲，直隸寧國府太平縣人，明朝、南明政治人物。

## 生平
天啓七年（1627年）舉丁卯科應天鄉試，初為當塗縣教諭。适郡有兵躏，划策捍御，与守令分当一面，弥月甫缉。年饥，捐赈为巨姓倡。以公车去任，士民刻石颂德，立碑于学宫。崇禎十六年（1643年）登癸未科進士，释褐后，观政兵部，弘光元年（1645年）出知弋陽縣。以母老辞归。征粮旧佥民解，胥保侵蚀，民多赔累。言力请于邑令鹿兆圖，上告两台，改为官解。里民即其宅前叶岭建纪德亭，以志不朽。

## 著作
著有《还读斋文集》。

## 家族
曾祖程桂。祖父程文炳。父程應鳳。
孙程绳武，清朝康熙庚辰进士，知文安县，以廉敏称。